# Stories (栗林みな実のアルバム)
『stories』（ストーリーズ）は、栗林みな実のベストアルバム。2011年8月3日にLantisから発売された。

## 概要
活動10周年を記念したベストアルバム。2011年5月1日に開催されたライブで本作の製作発表がなされ、発表当日から5月20日までランティス特設ページで収録曲に対するリクエスト投票が行われた。投票開始時、「化石の歌」などのアージュ版権曲はリクエスト対象に含まれていなかったが、ファンの要望によりそれらの楽曲も5月13日に追加され、投票受付は続行された。この投票結果は栗林のブログで1位から10位まで公開された。
収録曲を全てリクエスト投票結果の上位から順に選ぶことはせず、栗林の意向が反映されている。中でも「眠り姫」はどうしても入れたかったと発言している。disc1は栗林以外が作曲した楽曲、disc2は栗林の自作曲、といった2枚組構成となっている。
曲順に関して栗林は、「Rumbling hearts」を最初にすることは決めていたといい、最後の楽曲は「最後にしてもいいOP」という理由で「Shining☆Days」と「Yell!」を選んでいる。また、disc1の後半を「アージュ作品でまとめ」ることで「ストーリーがつながって聴けるように」するなど、「並べて聴いた時にいい流れが出来るように」という考えではあったが、「ほとんどが目立つ曲ばかりなのでどういう順番にしても成立するとは思うんですけど、私がいいと思った順番はこれ、ということですね」とも述べている。
発売日である「2011年8月3日」は、栗林が以前所属していたアージュによるPCゲーム『君が望む永遠』（PC CD・フルボイス）の発売から10周年という日でもあったため、アージュ社長の吉宗鋼紀と栗林で何か企画できたらという運びとなり、栗林演じるキャラクター「涼宮遙」のアイコンがアージュから公式に配布され、ファンはツイッターのアイコンをそれに変更するなどして祝った。また、同日ニコニコ生放送で「『君が望む永遠』発売10周年特別番組」が企画配信され、出演した。
10周年記念ライブ『栗林みな実 10th Anniversary Live "stories"』先行予約案内用紙が封入されており、ジャケットは特性紙仕様、ブックレットは40ページにわたるスペシャル版となっている。

## 収録曲

### disc 1
1. Rumbling hearts [4:45]
作詞：栗林みな実、作曲：清水永之・飯塚昌明、編曲：飯塚昌明
  - PCゲーム『君が望む永遠』オープニングテーマ
2. 翼はPleasure Line [4:37]
作詞：畑亜貴、作曲・編曲：上松範康
  - フジテレビ系アニメ『クロノクルセイド』オープニングテーマ
3. STRAIGHT JET [4:34]
作詞：栗林みな実、作曲・編曲：菊田大介
  - TBS系アニメ『IS 〈インフィニット・ストラトス〉』オープニングテーマ
4. Love Jump [4:27]
作詞：栗林みな実、作曲・編曲：菊田大介
  - UHFアニメ『紅』オープニングテーマ
5. 涙の理由 [4:51]
作詞：江幡育子、作曲・編曲：飯塚昌明
  - UHFアニメ『School Days』エンディングテーマ
6. 冥夜花伝廊 [4:09]
作詞：畑亜貴、作曲：上松範康、編曲：菊田大介
  - フジテレビ系アニメ・ノイタミナ枠『刀語』オープニングテーマ
7. かがやく時空が消えぬ間に [5:44]
作詞：栗林みな実、作曲・編曲：飯塚昌明
  - PCゲーム『マブラヴ ALTERED FABLE かがやく時空（とき）が消えぬ間に』エンディングテーマ
8. だってMUV-LUV（だいすき）なんだもんっ☆ [3:59]
作詞：畑亜貴、作曲・編曲：前澤寛之
  - PCゲーム『マブラヴ ALTERED FABLE かがやく時空（とき）が消えぬ間に』主題歌
9. Next Season [4:06]
作詞：栗林みな実、作曲・編曲：菊田大介
  - OVA『君が望む永遠 〜Next Season〜』オープニングテーマ
10. 君が望む永遠 [6:13]
作詞：Ikuko Ebata、作曲・編曲：加持久忍
  - PCゲーム『君が望む永遠』エンディングテーマ
11. マブラヴ [4:56]
作詞：江幡育子、作曲：SAGE KOIZUMI、編曲：磯江俊道
  - PCゲーム『マブラヴ』オープニングテーマ
12. 遙かなる地球の歌 [6:19]
作詞：江幡育子、作曲・編曲：飯塚昌明
  - PCゲーム『マブラヴ』挿入歌
13. I will [4:15]
作詞：栗林みな実、作曲・編曲：飯塚昌明
  - PCゲーム『マブラヴ』挿入歌
14. Shining☆Days [4:25]
作詞：栗林みな実、作曲・編曲：飯塚昌明
  - テレビ東京系アニメ『舞-HiME』オープニングテーマ

### disc 2
（全作詞・作曲：栗林みな実）
1. Precious Memories [3:52]
編曲：飯塚昌明
  - UHFアニメ『君が望む永遠』オープニングテーマ
2. fantastic arrow [4:39]
編曲：飯塚昌明
3. boyfriend [4:43]
編曲：大久保薫
4. Blue treasure [4:14]
編曲：飯塚昌明
  - テレビ朝日系アニメ『タイドライン・ブルー』オープニングテーマ
5. wonderful worker [4:37]
編曲：齋藤真也
6. Crystal Energy [4:09]
編曲：飯塚昌明
  - テレビ東京系アニメ『舞-乙HiME』オープニングテーマ
7. おなじ月をみてる [4:59]
編曲：飯塚昌明
8. あんりある♡パラダイス [4:18]
編曲：飯塚昌明
  - TBS系アニメ『けんぷファー』オープニングテーマ
9. mind touch [4:50]
編曲：飯塚昌明
10. 星空のワルツ [3:20]
編曲：岩崎琢
  - UHFアニメ『君が望む永遠』エンディングテーマ
11. 眠り姫 [4:21]
編曲：長田直之、飯塚昌明
12. eternity [4:52]
編曲：大久保薫
  - OVA『君が望む永遠 〜Next Seasons〜』エンディングテーマ
13. dream link [4:44]
編曲：菊田大介
14. Yell! [3:56]
編曲：飯塚昌明
  - テレビ東京系アニメ『スーパーロボット大戦OG ディバイン・ウォーズ』エンディングテーマ